# 튀어나와요 동물의 숲
《튀어나와요 동물의 숲》(일본어: とびだせ どうぶつの森 토비다세 도-부츠노모리[*])은 2012년 일본에서 전세계 최초로 출시 된 닌텐도가 개발한 콘솔게임이다. 닌텐도 3DS 용 게임 소프트이고, 동물의 숲 시리즈의
5번째 작품이자 휴대용 게임기 동물의 숲 시리즈의 3번째 작품이다. 일본에서의 약칭은 토비모리(とびだせ どうぶつの森)이며, 한국에서는 튀동숲이라는 약칭을 쓴다.

## 개요
닌텐도 DS용 게임 소프트인 《놀러오세요 동물의 숲》보다 그래픽이 크게 향상되었으며, 3D 입체 영상을 지원한다. 로컬 통신, 인터넷 통신, 엇갈림 통신 등 닌텐도 3DS 본체의 다양한 통신 기능을 지원하고 있다.
기존의 고북 촌장이 은퇴해서, 플레이어가 새로운 촌장이 되어 마을을 꾸려나가게 된다.
2016년 11월 2일에 1.4 업데이트로 《튀어나와요 동물의 숲 amiibo+》가 되었다.

## 전작과의 차이점
- 플레이어 관련
  - 캐릭터가 2.5등신이 되었다.
  - 플레이어의 옷이 상의와 하의로 구분된다.
  - 원피스를 남성 캐릭터도 착용할 수 있다.
  - 신발과 양말이 추가되었으며 갈아신거나 벗을 수 있다.
  - 바다에서 잠수, 수영을 할 수 있다.
- 촌장 시스템 추가
  - 첫 번째 플레이어가 촌장이 되며, 집을 원하는 곳에 지을 수 있다. 촌장의 집은 철거가 불가능하다.
  - 두 번째 플레이어부터는 촌장이 아닌 일반 주민이 되며, 촌장과 함께 살 수 없고 다른 곳에 집을 짓게 된다.
  - 여울이라는 비서가 추가되어 촌장을 돕는다.
  - 촌장은 조례를 정해 상점의 개점, 폐점 시간과 동물 주민들의 활동 시간 등을 바꿀 수 있다.

| 조례명           | 특징 |
| ---------------- | --- |
| 깨끗한 마을      | 낚시할 때 쓰레기가 낚이지 않는다. 집을 오랫동안 비워도 바퀴벌레가 등장하지 않는다. 잡초가 덜 자라난다. 꽃이 시들지 않는다. |
| 아침형 마을      | 상점의 개점, 폐점시간이 빨라진다. 동물 주민들이 일찍 활동을 시작하고 일찍 자러 간다.                                       |
| 잠들지 않는 마을 | 상점의 개점, 폐점 시간이 늦춰진다. 동물 주민들이 늦게 활동을 시작하고 늦게 자러 간다.                                      |
| 부유한 마을      | 상점에 물건을 팔 때 매입가가 늘어나지만, 구입할 때에도 비싸게 구입해야 한다.                                               |

- - 촌장은 공공사업을 시행하여 공공시설을 원하는 위치에 설치할 수 있다.
    - 공공사업은 동물 주민들에게 의뢰를 받아야 설치할 수 있다.
    - 공공사업 건설 예정지에서 토용군이 모금을 받으며, 사업비가 모두 모여야 건설할 수 있다.
    - 한 번에 하나의 공공사업만 설치 혹은 철거할 수 있다.

| 설치 후 철거가 가능한 공공사업   | 시계, 풍선 아치, 간판 같은 장식물, 다리, 벤치, 가로등, 분수 등. |
| 설치 후 철거가 불가능한 공공사업 | 파출소, 카페 비둘기 둥지, 리셋 감시 센터, 캠프장                |

- 주민 관련
  - 새로운 동물 주민이 등장한다.
  - 외출한 동물 주민이 벤치에 앉았다 가는 등 새로운 행동들이 추가되었다.
  - 메가폰을 손에 들고 닌텐도 본체를 향해 동물의 이름을 부르면 동물이 소리를 듣고 대답한다.
- 마을 관련
  - 자신이 원하는 위치에 집을 지을 수 있다.
  - 오토 캠프장이 추가되었다.
  - 동물의 숲 e+까지 등장했던 기차역이 등장한다.
  - 리사와 리포가 운영하는 R·파카즈라는 가게가 마을 안에 추가되었다.
    - 영업 시간: (깨끗한/부유한) AM 9:00 ~ PM 11:00, (아침형) AM 6:00~PM 11:00, (잠들지 않는) AM 9:00~AM 2:00
    - 리사를 통해 물건을 팔거나 벼룩시장 공간에 물건을 내놓을 수 있고, 리포를 통해 가구와 화석을 리폼할 수 있다.
    - 리사를 통해 무의 매입가를 확인하고 판매할 수 있다.

  - 기존의 콩돌밤돌 상점, 박물관, 우체국, 에이블 시스터즈와 새로이 추가된 너굴 하우징, 원예점, 클럽 등이 기찻길 건너 상점가에 모여 있게 된다.
    - 콩돌밤돌 상점 / 콩돌밤돌 편의점 / 콩돌밤돌 슈퍼 / 콩돌밤돌 마켓 / 콩돌밤돌 백화점: 게임의 진행 상황에 따라 상점의 규모가 커진다. 영업 시간은 규모에 따라 다르다.

| 종류   | 깨끗한/부유한       | 아침형             | 잠들지 않는        |
| ------ | ------------------- | ------------------ | ------------------ |
| 상점   | AM 8 : 00~PM 10:00  | AM 6 : 00~PM 10:00 | AM 8 : 00~AM 0:00  |
| 편의점 | AM 7 : 00~AM 0:00   | AM 6 : 00~AM 0:00  | AM 7 : 00~AM 5:00  |
| 슈퍼   | AM 9 : 00~PM 8:00   | AM 6 : 00~PM 8:00  | AM 9 : 00~AM 0:00  |
| 마켓   | AM 10 : 00~PM 11:00 | AM 6 : 00~PM 11:00 | AM 10 : 00~AM 3:00 |
| 백화점 | AM 9 : 00~PM 9:00   | AM 6 : 00~PM 9:00  | AM 9 : 00~AM 0:00  |

- - 그레이시 그레이스: 그레이스가 운영하는 브랜드다. 콩돌밤돌 백화점 꼭대기 층에 입점해 있다. 상품의 종류가 분기별로 달라진다. 영업 시간은 콩돌밤돌 백화점과 같다.

- - 원예점: 늘봉이 운영한다. 묘목, 식물, 비료, 도끼 등을 판매한다.
    - 영업 시간: (깨끗한/부유한) AM 9 : 00~PM 8:00, (아침형) AM 7 : 00~PM 8:00 ,(잠들지 않는) AM 9 : 00~PM 11:00

- - 에이블 시스터즈: 고옥, 고순, 케이트가 운영한다. 의류와 액세서리를 판매한다.
    - 영업 시간: (깨끗한/부유한) AM 10 : 00~PM 9:00 (아침형) AM 7 : 00~PM 9:00 (잠들지 않는) AM 10 : 00~AM 0:00

- - 미용실 스피디: 스피디가 운영한다. 에이블 시스터즈 2층에 위치한다. 머리모양과 색, 그리고 눈 색을 바꿀 수 있다. Mii의 얼굴로 바꾸는 것도 가능하다.
    - 영업 시간: (깨끗한/부유한) AM 10 : 00~PM 8:00 (아침형), AM 7 : 00~PM 8:00, (잠들지 않는) AM 10 : 00~PM 11:00

- - Shoe Patrick (슈 패트릭): 패트릭이 운영한다. 신발과 양말을 판매한다.
    - 영업 시간: (깨끗한/부유한) AM 10 : 00~PM 8:00 (아침형) AM 7 : 00~PM 8:00 (잠들지 않는) AM 10 : 00~PM 11:00

  - 박물관: 부엉과 부옥이 있다.
    - 영업 시간: 24시간
    - 1층: 박물관장인 부엉이 있다. 입수한 그림과 화석의 감정을 부엉에게 의뢰 할 수 있다. 전시실에는 플레이어가 기증한 그림, 화석, 물고기, 곤충 등이 전시된다.
    - 2층: 공공사업을 통해 추가적으로 지어야 한다. 부엉의 동생인 부옥이 있다. 아이템을 자유롭게 전시 할 수 있는 '기획 전시실'과 특별한 아이템을 판매하는 '뮤지엄 숍'이있다.

  - 해피 홈 전시장: 켄트가 입구에 서 있다.
    - 영업 시간: 24시간 (통신 중에는 이용 불가능)
    - 엇갈림 통신으로 엇갈린 플레이어의 집을 볼 수있는 주택 전시장이다. 최대 48채의 집이 모델 하우스로 존재하며, 48개를 넘어설 경우에는 오래된 것부터 차례대로 밀려 사라진다. 집 내부의 가구는 약간의 추가금을 지불하고 구입할 수 있다.

  - 우체국
    - 영업 시간 : 24 시간 (AM 7 : 00~PM 10:00에는 펠리미, PM 10 : 00~AM 7:00에는 펠리가 접수를 본다.)
    - 마을 주민 혹은 미래의 자기 자신에게 편지를 보낼 수 있다.
    - 인터넷을 통해 배포되는 아이템을 수령할 수 있다.
    - 입구에 설치된 ATM기로 예금, 출금, 주택 대출의 상환, 고향 티켓의 환전을 할 수 있다.

  - 클럽 515: 스승이 운영한다.
    - 영업 시간: (깨끗한/부유한) PM 0 : 00~AM 2:00, (아침형) AM 10 : 00~AM 2:00 (잠들지 않는) PM 0 : 00~AM 5:00
    - 라이브가 진행되지 않는 시간대에 방문하면 스승에게 음식을 주고 개인기를 배울 수 있다.

  - 꿈꾸는 집: 몽셰르가 운영한다. 공공사업을 통해 지어야 한다.
    - 영업 시간: 24시간
    - 가게의 침대에 누우면 인터넷을 통해 다른 마을을 방문할 수 있다.
    - 가게의 카우치에 누우면 자기 마을의 데이터를 갱신할 수 있다.

  - 운세관: 마추릴라가 운영한다.
    - 영업 시간: (깨끗한/부유한) AM 9 : 00~PM 7:00, (아침형) AM 6 : 00~PM 7:00, (잠들지 않는) AM 9 : 00~PM 11:00
    - 하루에 한번 점 수 운기를 올리는 아이템 정보도들을 수있다. 공공 사업으로 설치한다.

  - 증명 사진 BOX
    - 영업 시간: 24 시간 (통신 중에는 이용 불가능)
    - 주민 카드에 사용되는 사진을 촬영할 수 있다.

- 남쪽 섬 추가
  - 계절이 여름으로 고정되어 있는 남쪽 섬이 추가되었다.
  - 투어를 통해 미니게임을 즐길 수 있고, 메달을 모아 특별한 아이템으로 교환할 수 있다.
  - 희귀한 곤충과 물고기를 잡을 수 있다.
- 편의성 관련
  - 가구를 더 편리하게 옮길 수 있게 되었다.
  - 집에 비밀 창고가 추가되어 더 많은 아이템을 보관할 수 있게 되었다.
  - 생활 지원 시스템이 추가되었다. 쓰레기 줍기, 편지 보내기 등 미션을 수행하면 고향 티켓을 받게 된다. 오토 캠프장에서 가구와 교환하거나 ATM기에서 벨로 교환 할 수 있다.
- 통신 관련
  - 상점가 너머의 해피홈 전시장에서 엇갈림 통신으로 엇갈렸던 사람들의 집을 구경하거나 가구를 구입할 수 있다.
  - 마이 디자인을 QR 코드로 만들어 다른 3DS 본체에서 스캔할 수 있다.
- 기타 변경사항
  - 과일 종류에 망고, 두리안, 리치, 레몬, 바나나, 감이 추가되었다.
  - 죽순이 추가되어 마을에 심을 수 있다.
  - 에어컨과 같은 벽걸이 가구가 추가되었다.

## 평가
| 평가 |        |
| --- | ------ |
| 통합 점수 통합사 점수 메타크리틱 88/100 [ 2 ] 평론 점수 평론사 점수 패미츠 39/40 [ 3 ] 게임스팟 8/10 [ 4 ] IGN 9.6/10 [ 5 ] Joystiq [ 6 ] 닌텐도 라이프 9/10 [ 7 ] 폴리곤 9/10 [ 8 ] |        |
| 통합 점수 |        |
| 통합사 | 점수   |
| 메타크리틱 | 88/100 |
| 평론 점수 |        |
| 평론사 | 점수   |
| 패미츠 | 39/40  |
| 게임스팟 | 8/10   |
| IGN | 9.6/10 |
| Joystiq | [ 6 ]  |
| 닌텐도 라이프 | 9/10   |
| 폴리곤 | 9/10   |